# The Emperor Jones (toneelstuk)

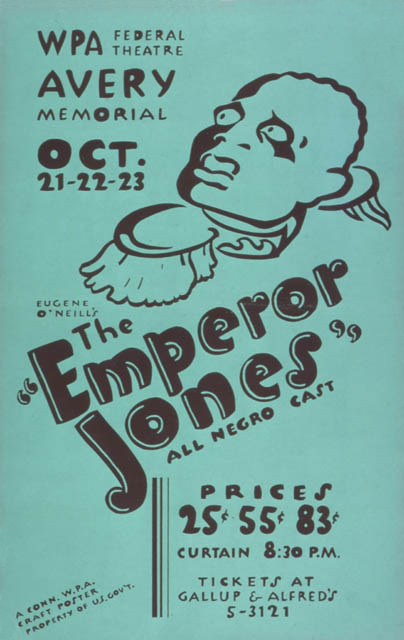

The Emperor Jones is een toneelstuk uit 1920 van de Amerikaanse dramaturg Eugene O'Neill.
The Emperor Jones gaat over Brutus Jones, een Afro-Amerikaan die een man doodt, daarvoor naar de gevangenis moet, vervolgens ontsnapt naar een Caribisch eiland, en zich daar installeert als keizer. Het stuk vertelt het verhaal in flashbacks terwijl Brutus zich een weg baant door het bos om te ontsnappen aan een groep 'onderdanen' die tegen hem in verzet zijn gekomen. 
Het stuk toont een mix van expressionisme en realisme, die ook kenmerkend is voor verschillende andere toneelstukken van O'Neill, waaronder The Hairy Ape. Met dit toneelstuk kreeg O'Neill voor het eerst gunstige kritieken en het was bovendien een commercieel succes dat zijn carrière als dramaturg lanceerde.

## Samenvatting
Het stuk is opgedeeld in acht scènes. Scènes 2 tot en met 7 zijn vanuit het oogpunt van Jones, en geen ander personage is aan het woord. In de eerste en laatste scène komt een personage voor dat Smithers heet, een blanke handelaar die betrokken lijkt te zijn in illegale activiteiten. In de eerste scène krijgt Smithers te horen over een opstand door een oude vrouw, en dan heeft hij een lang gesprek met Jones. In de laatste scène praat Smithers met Lem, de leider van de opstand. Smithers heeft gemengde gevoelens voor Jones, hoewel hij over het algemeen meer respect heeft voor Jones dan voor de rebellen. Tijdens deze scène wordt Jones gedood door een zilveren kogel, wat volgens de rebellen de enige manier was om Jones te kunnen doden - het was ook de manier waarop Jones zelfmoord had willen plegen als hij gevangen zou worden genomen.

## Adaptaties
- 1933: speelfilm onder regie van Dudley Murphy, met Paul Robeson in de hoofdrol.
- 1933: Louis Gruenberg schreef een opera gebaseerd op het toneelstuk, die in première ging in de Metropolitan Opera in New York. Bariton Lawrence Tibbett zong de titelrol.
- 1936: in de film van Paul Robeson met de titel "Song of Freedom" komt een scène voor uit de opera waarin Robeson de rol van Jones zingt.
- 1955: Ossie Davis speelde in een televisiefilm voor het Kraft Television Theatre. De Britse televisiezender ABC-TV produceerde zijn eigen bewerking voor de Armchair Theatre-reeks die werd uitgezonden op 30 maart 1958.
- Heitor Villa-Lobos schreef in opdracht van The Empire Music Festival van New York een ballet, gebaseerd op het toneelstuk, dat werd gedanst door het dansgezelschap Jose Limón.